# Federazione svizzera dei pompieri
La federazione svizzera dei pompieri (FSP) rappresenta gli interessi dei pompieri in Svizzera e nel Principato del Liechtenstein.
Quale associazione mantello riunisce: 
- le federazioni cantonali dei pompieri;

- la Federazione dei pompieri del Principato del Liechtenstein (LFV);
- l’Associazione svizzera dei pompieri professionisti (ASPP).

La FSP sostiene le federazioni cantonali dei pompieri, collega tra di loro le regioni linguistiche della Svizzera ed è l’interlocutore dei pompier con i partner nazionali della protezione della popolazione. La Federazione è attiva a livello nazionale e internazionale ed è politicamente neutrale. In qualità di prestataria di servizi moderna e innovativa, la FSP lavora in modo orientato verso il rendimento e il successo.

## I compiti e l’obiettivo
In Svizzera e nel Principato del Liechtenstein, i compiti della FSP sono quelli di:
- promuovere il servizio pompieristico e, nella misura del possibile, di uniformizzarlo;
- sostenere i pompieri nell'adempimento di tutti i compiti loro assegnati;
- elaborare missioni e mandati (Confederazione, Coordinazione svizzera dei pompieri, ecc.) nel campo pompieristico;
- proporre e, se necessario, stipulare assicurazioni nel campo pompieristico (compreso per i mini pompieri).

L'obiettivo viene raggiunto via:
- la rappresentazione degli interessi dei pompieri in Svizzera e all'estero;
- la collaborazione con le autorità e le associazioni apparentate alla Federazione;
- la realizzazione di formazioni, corsi, seminari e congressi su tematiche specializzate;
- l’elaborazione e la pubblicazione di documenti tecnici di base;
- la certificazione dei prodotti e l’assistenza tecnica;

- la diffusione di informazioni e la cura delle relazioni con la stampa.

## L’organizzazione
Il Comitato centrale (CC) è responsabile della gestione strategica della FSP e dell'adempimento dei compiti statutari. Sotto la guida del Presidente centrale, i membri del CC decidono dell’orientamento della FSP e indicano all’amministrazione della FS le linee direttrici relative all’attività operativa.

### Il Comitato centrale
Il CC è composto dal Presidente centrale e da sei a otto altri membri (di solito un rappresentante di ciascuna delle regioni pompieristiche composte dalle diverse federazioni cantonali dei pompieri e di quella del Principato del Liechtenstein. Tutti i membri dei corpi pompieri della Svizzera e del Principato del Liechtenstein sono così adeguatamente rappresentati nel CC. Le quattro regioni
- Ostschweiz OSFIK (Svizzera orientale: San Gallo, Turgovia, Sciaffusa, Zurigo, Glarus, Grigioni e Principato del Liechtenstein)
- Zentralschweiz (Svizzera centrale: Uri, Svitto, Untervaldo, Lucerna, Zugo, Argovia)
- Minowe (Soletta, i due Basilea e Berna) e il
- Groupement latin (Gruppo latino)

sono rappresentati ciascuno da un membro del Comitato centrale. Ogni eventuale eccezione deve essere precedentemente approvata dalla regione interessata. Il CC comprende anche da due a quattro rappresentanti dell'Associazione svizzera dei pompieri professionisti (ASPP), uno o due dei quali devono provenire dai cantoni latini. Almeno tre membri del CC devono essere istruttori attivi.
Il CC elegge un vicepresidente tra i suoi membri. Il CC è responsabile della gestione strategica della FSP e dell'adempimento dei compiti statutari. Controlla gli affari della FSP e la rappresenta verso l'esterno. Il CC è in particolare responsabile della convocazione all'Assemblea dei delegati (AD) e della preparazione delle mozioni, dell’implementazione delle risoluzioni approvate dal CC e della pianificazione a medio e lungo termine.

### L’amministrazione
L’amministrazione della FSP si trova a Gümligen (BE). Si occupa di tutti i lavori amministrativi della FSP e implementa le direttive strategiche nei campi dell’amministrazione della FSP, della formazione, della tecnica, delle assicurazioni per i pompieri e della rivista tecnica 118 swissfire.ch.

### La formazione
I corsi proposti dalla FSP sono destinati ai membri dei corpi pompieri a tutti i livelli. «Creare sicurezza per padroneggiare le situazioni difficili» è uno degli obiettivi fondamentali della formazione. Per raggiungere questo obiettivo, la formazione viene impartita in modo vicino alla realtà e orientato verso l’intervento, In alcuni casi vengono anche proposte formazioni «a domicilio». La FSP è leader nel campo della formazione dei pompieri e garantisce il trasferimento delle conoscenze in tutta la Svizzera.

### Il Dipartimento tecnico
Oltre a fornire informazioni tecniche ai membri della FSP, il Dipartimento tecnico sostiene i membri della Federazione nel campo degli acquisti e nelle valutazioni, elabora e diffonde le conoscenze delle norme e della legislazione necessarie per i pompieri e partecipa a commissioni nazionali e internazionali.

### Soluzioni assicurative per pompieri
È poco dopo la fondazione della FSP che fu istituita una cassa di soccorso destinata a fornire un'assicurazione sussidiaria a tutti i pompieri in caso di incidenti sopraggiunti sia in intervento che durante le esercitazioni. Dal 1º gennaio 2018, la Coordinazione svizzera dei pompieri (CSSP), la FSP e l’ASPP dispongono di una soluzione assicurativa a livello nazionale valida per i membri dei corpi pompieri, il quale obiettivo è di garantire una copertura assicurativa efficace e uniforme per i pompieri in caso di incidenti e di danni materiali subiti durante le esercitazioni e gli interventi.

### La rivista tecnica 118 swissfire.ch
La rivista 118 swissfire.ch è riconosciuta sia in Svizzera che all'estero come la migliore rivista tecnica del campo pompieristico. Viene pubblicata undici volte all'anno e tratta di temi quali la concezione, l'intervento e l'organizzazione dei corpi pompieri e dei partner del sistema integrato di protezione della popolazione. Questa rivista tecnica viene spedita a tutti i comandanti dei corpi pompieri così come a molti quadri e costituisce quindi anche la classica piattaforma d’informazione per tutti i responsabili degli acquisti. C’è da dire che i lettori di 118 swissfire.ch utilizzano anche la rivista quale strumento di formazione e di formazione continua.

## Swissfire Center Zofingen
La Federazione svizzera dei pompieri è riuscita ad acquistare l'ex Scuola di difesa chimica di Zofingen a metà del 2021. Il nuovo Swissfire Center Zofingen propone corsi orientati agli obiettivi per aziende e singoli partecipanti nel campo della chimica, della lotta contro gli incendi, della protezione della respirazione, della tattica e delle prestazioni di servizi individuali. Oltre a collaboratori dell’industria chimica e delle industrie apparentate, tra i clienti del Swissfire Center Zofingen, ci sono anche organizzazioni attive nel soccorso quale certi corpi pompieri incaricati della lotta contro il fuoco e della difesa chimica, dei consiglieri chimici, del personale dei servizi sanitari e delle forze dell'ordine. Ogni anno, nei 12 000 m² del terreno di allenamento, vengono formate fino a 1500 persone provenienti dalla Svizzera e dall'estero.
Non tutti i corsi della FSP sono però centralizzati a Zofingen, perché ciò sarebbe totalmente contrario alla strategia introdotta negli ultimi anni di «essere, nella formazione, il più vicino possibile al pompiere». L'obiettivo non è di fare in modo che non ci siano più corsi organizzati altrove in Svizzera, nemmeno con partner civili. Al contrario, lo scopo è quello di occupare una nicchia essenziale, soprattutto per quanto riguarda la formazione nel campo della difesa chimica e dei corsi già esistenti e che richiedono degli impianti speciali per la formazione.

## I mini pompieri
La FSP si impegna a favore dei mini pompieri della Svizzera e del Principato del Liechtenstein. In Svizzera e nel Principato del Liechtenstein, ci sono circa 250 organizzazioni di mini pompieri che contano 3200 giovani. 20% di questi sono ragazze. L'obiettivo è, tra l’altro, quello di rendere il più semplice possibile il passaggio dai mini pompieri ai corpi pompieri locali per i giovani che raggiungono la maggiore età. In alcuni cantoni, i certi giovani adulti possono così – grazie alla formazione e all'esperienza acquisita nei mini pompieri – essere incorporati nei corpi pompieri locali senza dover seguire il corso di base. La FSP organizza anche ogni anno un campionato svizzero dei mini pompieri in collaborazione con delle organizzazioni locali di mini pompieri. Tra le 30 e le 40 squadre partecipano a questo campionato. Ogni due anni hanno anche luogo i concorsi CTIF (campionati mondiali dei mini pompieri). La FSP si impegna a garantire la partecipazione di almeno una squadra svizzera a ognuno di questi eventi. Nel 2019, questo campionato è stato patrocinato dalla FSP e realizzato a Martigny(VS).
I mini pompieri sono organizzati su una base cantonale. Per garantire che uno scambio avvenga regolarmente a livello intercantonale, la FSP organizza ogni mese di novembre una riunione dei responsabili cantonali dei mini pompieri. Tutti i giovani iscritti alla FSP tramite una lista degli effettivi sono anche assicurati gratuitamente dalla FSP.

## La storia della FSP
La Federazione svizzera dei pompieri fu fondata ad Aarau il 19 giugno 1870. L’idea fondamentale dei padri fondatori era quello di unire e di collegare i corpi pompieri svizzeri e i loro membri, di trasmettere le loro preoccupazioni e i loro bisogni e di difendere i loro interessi.
Nei primi decenni della sua esistenza, uno dei compiti più importanti della Federazione fu la standardizzazione delle attrezzature. In questo modo è stato possibile per i corpi pompieri aiutarsi a vicenda negli interventi. All'epoca, questo costituiva un enorme progresso per i pompieri. La fondazione della «Hülfskasse» (successivamente «Hilfskasse» ossia Cassa di soccorso, oggi chiamata «assicurazione pompieri») fu un altro compito centrale e un'espressione della coesione tra i pompieri svizzeri così come una prova di solidarietà tra persone che la pensano allo stesso modo.
Con la pubblicazione, nel 1875, del primo numero della rivista «Schweizerische Feuerwehr-Zeitung» (Giornale dei pompieri svizzeri), oggi chiamata 118 swissfire.ch, è stato compiuto un altro passo fondamentale: la diffusione regolare e a livello nazionale di notizie, novità ed esperienze provenienti dal campo pompieristico.

### Il 150º anniversario
La SFV ha festeggiato il suo 150º anniversario nel 2019/2020. L’Assemblea dei delegati, organizzata a Crans-Montana (VS) nel giugno 2019 ha segnato anche l'inizio dell'anno dell'anniversario con varie celebrazioni ed eventi speciali. Tra questi c’è anche stata la Notte delle porte aperte di fine agosto 2019, durante la quale circa 700 corpi pompieri hanno aperto le porte delle loro caserme al pubblico. Purtroppo, a causa della pandemia di COVID 19, alcuni degli eventi previsti, come ad esempio il grande corteo a Zurigo, non si sono potuti realizzare.

### Il francobollo speciale
La Posta Svizzera ha dedicato un francobollo speciale alla FSP in occasione del suo 150º anniversario. Questo francobollo intende ringraziare anche i quasi 80 000 uomini e donne che si impegnano per la sicurezza dei loro concittadini e delle loro concittadine. Il francobollo speciale ha anche lo scopo di rafforzare l'immagine positiva dei pompieri. L'aspetto storico viene visualizzato con un salto nel tempo: in primo piano si vede un pompiere con un'attrezzatura moderna e sullo sfondo un altro con una tenuta storica.

### La moneta commemorativa
Le monete commemorative bimetalliche (argento o oro) hanno un valore nominale identico alle monete che sono in circolazione. L'immagine della moneta commemorativa FSSP mostra un pompiere con la divisa e l'equipaggiamento di 150 anni fa, seduto sul davanzale di una finestra e che consegna un bambino appena salvato un suo collega con l'uniforme e l'equipaggiamento del 2020. Questo simboleggia l'evoluzione della lotta contro gli incendi e delle attrezzature nell'arco di 150 anni. Il passaggio di questo bambino tra collegi dimostra a sua volta l'importanza del lavoro di squadra nei pompieri. Sulla moneta commemorativa sono rappresentati anche gli elementi fondamentali per i pompieri che sono l’«aiuto» e il «salvataggio».

## I partner
- Coordinazione svizzera dei pompieri (CSP) www.feukos.ch
- Associazione svizzera dei pompieri professionisti (ASP) www.swissfire.ch/der-sfv/vsbf-die-profis
- CTIF www.ctif.org – Organizzazione internazionale per la promozione della cooperazione mondiale tra i pompieri e altri esperti dei servizi pompieri e di soccorso.
- In Svizzera, si mira a instaurare e mantenere una stretta collaborazione con la Coordinazione svizzera dei pompieri CSP, che è l'organizzazione delle autorità competenti nel campo pompieristico. Altrettanto stretta è la collaborazione con le diverse assicurazioni immobiliare cantonali e le istanze cantonali responsabili dei pompieri.